# Манас-Ордо
«Манас-Ордо» (кирг. Манас-Ордо) — киргизський футбольний клуб, який представляє Талас.

## Хронологія назв
- 1992: ФК «Намис-АПК» (Талас)
- 1997: ФК «Динао-Манас» (Талас)
- 1998: ФК «Манас» (Талас)
- 1999: ФК «Боо-Терек» (Талас)
- 2000: ФК «Манас-Динао» (Талас)
- 2001: ФК «Боо-Терек» (Талас)
- 2003: ФК «Манас-Ордо» (Талас)

## Історія
Команда була створена в 1992 році під назвою ФК «Намис-АПК». У перший же рік свого існування команда дебютувала у Вищій лізі чемпіонату Киргизстану та посіла 9-те місце, в національному кубку команда поступилася в 1/8 фіналу турніру джалал-абадському «Кокарт»у з рахунком 0:1. В 1997 році вже під назвою ФК «Динао-Манас» клуб у національному кубку в 1/16 фіналу потупився «Алзі-ПВО» з рахунком 2:7 та припинив боротьбу в турнірі. В 2000 році вже під назвою ФК «Манас-Динао» команда посіла 11-те місце в національному чемпіонаті та вилетіла до Першої ліги. В 2003 році під назвою ФК «Манас-Ордо» у Топ-лізі команда посіла останнє 11-те місце та знову вилетіла до Першої ліги. Наступного сезону в національному кубку в 1/16 фіналу клуб з рахунком 0:4 поступився Дордой-Динамо та вилетів з турніру.

## Досягнення
- Топ-Ліга
  - 9-те місце (1): 1992

- Кубок Киргизстану
  - 1/8 фіналу (1): 1992

## Відомі гравці
- Айбек Акматбеков
- Алімбек Абдикалков
- Чолпонкул Айтабаєв
- Нурболсун уулу Айтикулов
- Марс Акилбеков
- Сабиржан Булекбаєв
- Б.Данібеков
- Суеркул Джаманкулов
- Музурбек Джолдошев
- Таалайбек Джоробеков
- Кумербек Жоробеков
- Марлен Жумагулов
- Михайло Ільїн
- Таласбек Ісаєв
- Талай Іскаков
- Равіль Ісраїлов
- Азіз Казиєв
- Айдар Кайназаров
- Таштанбек Кайназаров
- Іслам Курманбаєв
- Бактибек Кутманов
- Еркін Кушчубеков
- Максат Момункулов
- Канат Сардаров
- Адил Солтонбреков
- Рахімбек Стамкулов
- Даїрбек Ташматов
- Кутман Ташматов
- Джакин Тойкулиєв
- Жакипкан Тойкулиєв
- Нурдін Токтогулов
- Нуркан Токторбаєв
- Русланбек Торокулов
- Аскарбек Турсуналієв
- Сергій Шамрай
- Козубек Ергашев
- Марат Ермамбетов
- Таалат Ешенкулов